# 霍利斯特 (密蘇里州)
霍利斯特（英語：Hollister）是位於美國密蘇里州托尼縣的城市。

## 人口
根據2020年美國人口普查的數據，霍利斯特的面積為16.49平方千米，當中陸地面積為16.41平方千米，而水域面積為0.08平方千米。當地共有人口4583人，而人口密度為每平方千米278人。